# Audi Dome
Le BMW Park (ou Rudi-Sedlmayer-Halle de 1974 à 2011, salle olympique de basket-ball avant) est une salle polyvalente de Munich, dans l'arrondissement de Sendling-Westpark.

## Histoire
La salle est construite afin d'accueillir les épreuves de basket-ball aux Jeux olympiques d'été de 1972 qui se déroulent en août et en septembre. Cependant elle sert ensuite de salle de concert, d'exposition et de foires ainsi que pour des matchs de boxe (par exemple les matchs de Vitali et Wladimir Klitschko). Par ailleurs, elle accueille des matchs de handball (MTSV Schwabing, TSV Milbertshofen) et les matchs internationaux de volley-ball du TSV 1860 Munich.
En 1974, elle prend le nom de Rudolf Sedlmayer, président du Bayerischer Landes-Sportverband et membre du comité d'organisation des Jeux Olympiques, mort la même année.
La conception sphérique de la salle sert de décor au film de science-fiction Rollerball.
Le 23 avril 1983, la salle accueille le Concours Eurovision de la chanson.
En mai 1994, la réunion publique sur la loi sur l'énergie atomique réunit 50 000 personnes dans le cadre du processus d'approbation du réacteur FRM II.
Le 1er février 2003, la salle est fermée à la suite d'un incendie. En décembre 2007, une société d'événementiel tente de lui donner une nouvelle dynamique. L'avenir de la salle est axé dans le renouveau du basket-ball à Munich. Le München Basket et le Bayern Munich se montrent intéressés. Cependant le financement des mesures de reconstruction dans les nouvelles normes de sécurité pour les événements sportifs et d'autres événements est si élevé que la société d'exploitation dépose le bilan en janvier 2009.
En 2010, des négociations directes commencent entre le Bayern Munich et la ville de Munich qui aboutissent à une approbation du conseil municipal pour prêter la salle au club en avril 2011. Après de dernières négociations concernant la mise aux normes, le club signe le bail le 20 mai. Le changement de nom de la salle en "Audi Dome" est aussi fait. La salle modernisée est inaugurée le 29 septembre 2011 avec un match amical contre Fenerbahçe Ülker.
Dans l'avenir, il est prévu de construire un nouveau stade polyvalent pour le hockey sur glace et le basket-ball dans le parc olympique à la place du Radstation. Elle sera la nouvelle salle pour l'EHC Munich et le Bayern. La nouvelle salle de 10 000 places dont la construction est financée par Red Bull est prévue pour 2018. Le bail du Bayern avec l'Audi Dome sera alors rompu.